# Non metallo

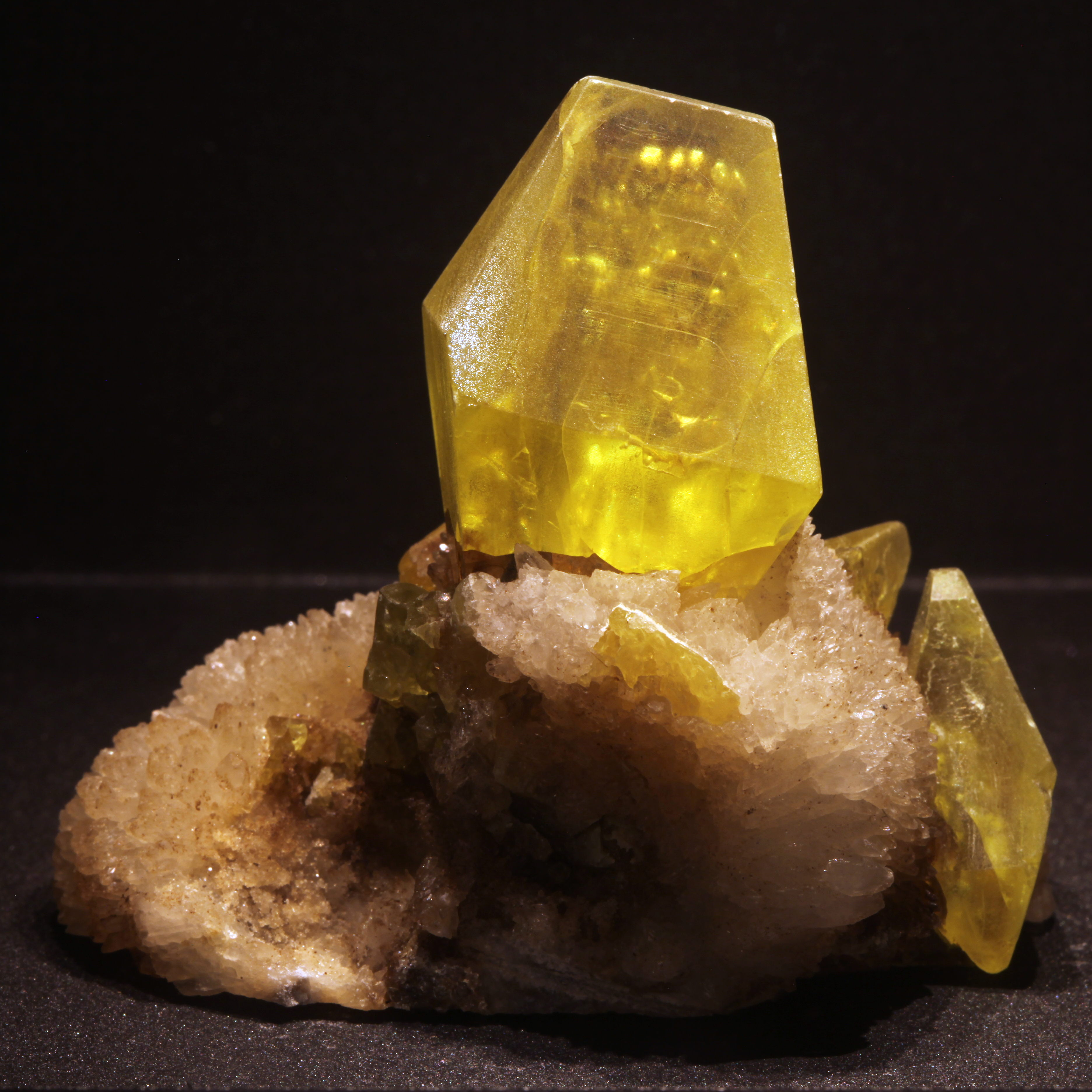
Cristallo naturale di zolfo, un non metallo

I non metalli, assieme ai metalli ed ai metalloidi, sono una delle tre categorie in cui si suddividono gli elementi chimici secondo le loro proprietà di ionizzazione e legame.

## Non metalli
- Idrogeno (H)
- Carbonio (C)
- Azoto (N)
- Ossigeno (O)
- Fluoro (F) (alogeno)
- Fosforo (P)
- Zolfo (S)
- Cloro (Cl) (alogeno)
- Selenio (Se)
- Bromo (Br) (alogeno)
- Iodio (I) (alogeno)

Tutti i non metalli si trovano nell'angolo in alto a destra della tavola periodica, con l'eccezione dell'idrogeno, che si trova in alto a sinistra e che si pone di norma insieme ai metalli alcalini (ma si comporta di solito come un non metallo). Anche i gas nobili sono da considerarsi non metalli.
Esistono solo diciassette non metalli noti, a fronte di ottanta e più metalli; però i non metalli costituiscono la maggior parte della massa della Terra, soprattutto negli strati più esterni, e gli organismi viventi sono composti quasi interamente di non metalli.
Esistono sette elementi che allo stato naturale si presentano come molecole biatomiche. Uno di questi è l'idrogeno (H). Un metodo semplice per ricordare quali sono gli altri sei è quello di osservare che essi sono disposti nella tavola periodica a formare una "L" capovolta: si tratta infatti dell'azoto (N), dell'ossigeno (O), del fluoro (F), del cloro (Cl), del bromo (Br) e dello iodio (I).